# Őserdő (Bükk)
A bükk-vidéki őserdő az Istállós-kő és a Tar-kő között, a Virágos-sár oldalában, a tengerszint fölött 850–900 méter magasan helyezkedik el. Az első 25 hektárt a 19. század eleje tájékán vették ki a gazdálkodásból, majd Király Lajos erdőmérnök javaslatára Pallavicini őrgróf a teljes jelenlegi területet véglegesen kivonta a termelésből és a tudományos kutatás rendelkezésére bocsátotta. Azóta az ember közvetlenül nem avatkozik annak fejlődésébe: a 45–50 méter magas, 180–200 éves bükkóriások „állva halnak meg”. Nyugati széle mellett még kivehető a hajdani kisvasút helye.
A 3/2000. (III. 24) KöM rendelet az őserdőt a Bükki Nemzeti Park erdőrezervátumává nyilvánította. Az Őserdő Erdőrezervátum területe 375,3 hektár, ebből a magterület 59,7 hektár.
2020-ban Amiről a fák suttognak címmel készült természetfilm forgatási helyszíne. 